# Ragbista

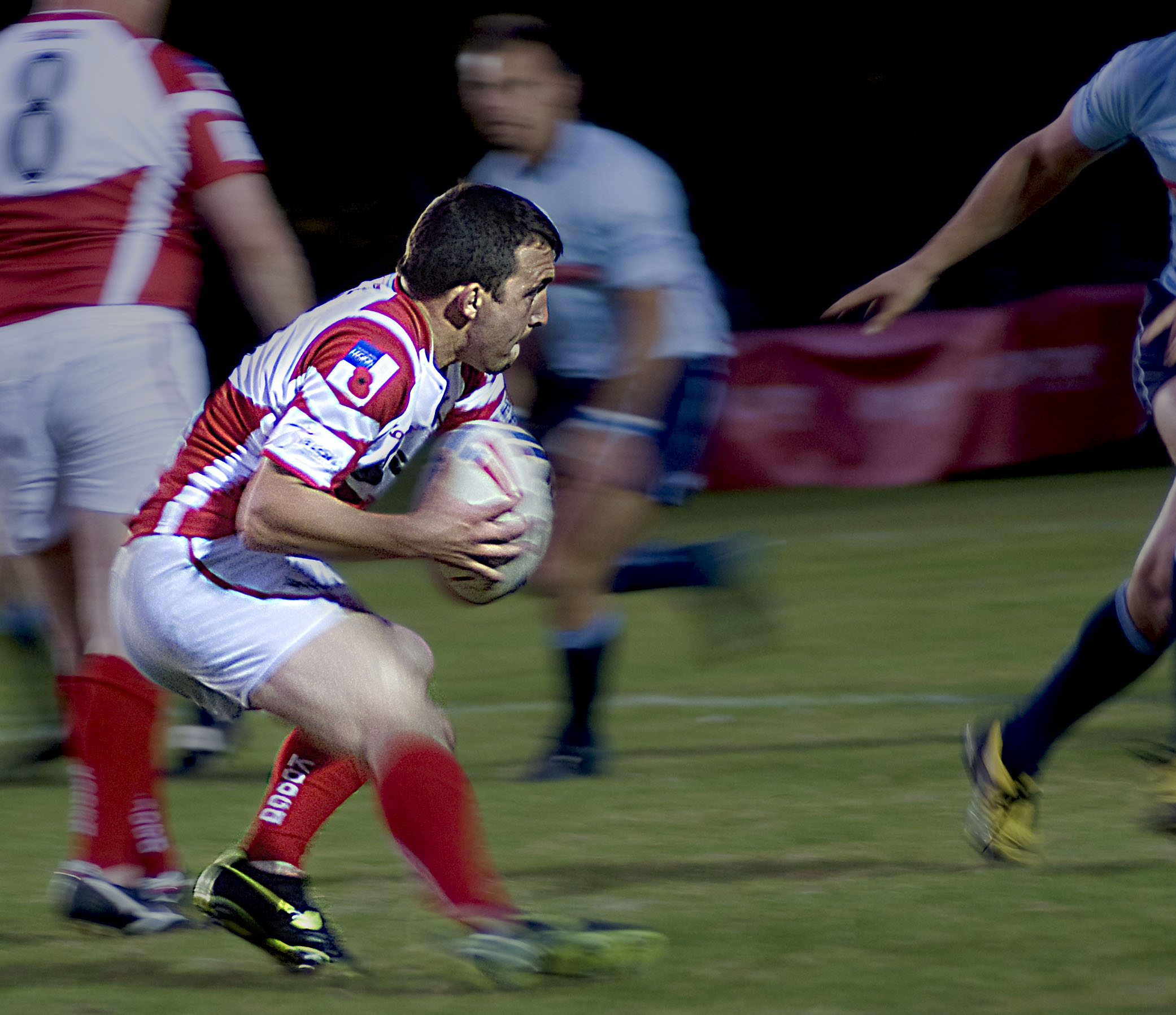
Ragbista

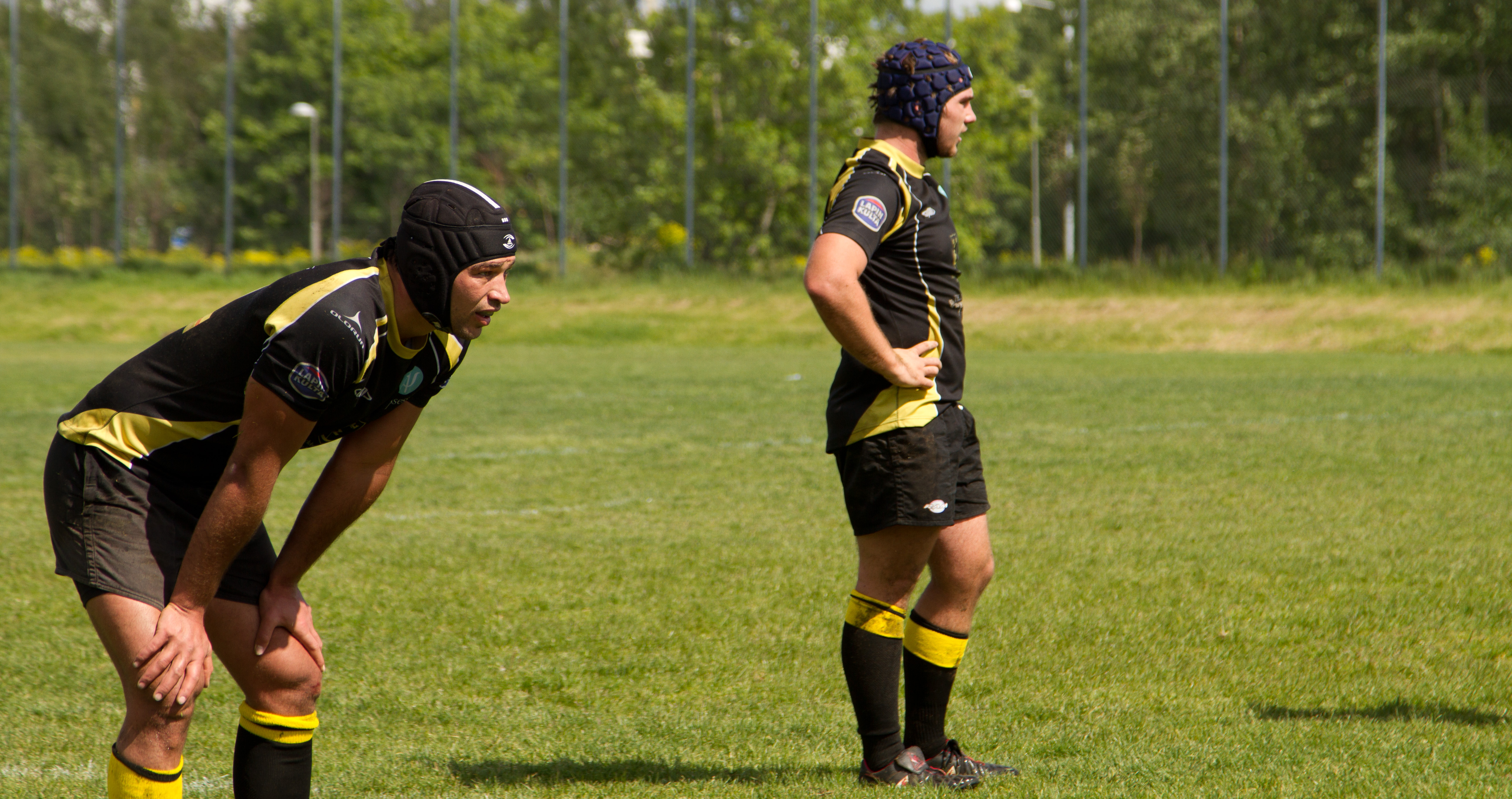
Ragbisté s helmami

Ragbista nebo rugbista je sportovec hrající jednu z mnoha variant míčové kolektivní brankové hry ragby včetně bezkontaktních druhů ragby (např. tag rugby), podvodního ragby, ragby vozíčkářů a dalších netradičních variant tohoto sportu. Ženská varianta slova je ragbistka nebo rugbistka. Kromě kopaček a dresů mohou být „pozemní“ ragbisté vybavení také lehkou helmou a další výstrojí. Ragbisté se vyskytují ve 120 zemích světa v počtu asi 6,6 miliónů hráčů a hráček.

## Krédo ragbisty (hodnoty)
U ragbistů se předpokládá dodržování základních hodnot, které jsou do určité míry i závazkem a výzvou. Ragby také přitahuje pro svůj jedinečný charakter budování hodnot u ragbisty na principech přátelství, fair play, respektu a týmové spolupráce, které jsou důležitější než vítězství nebo prohra. Velký důraz je kladem ne respektování rozhodčích a soupeřů během hry.
Hodnotami v ragby jsou:
- Čestnost (integrita) – Čestnost je základním prvkem ragby. Je vytvářena poctivostí a fér hrou.
- Nadšení – Ragbisty a ragbyové příznivce spojuje vášnivé nadšení pro ragby. Ragby přináší vzrušení, emoce a vědomí sounáležitosti s globální ragbyovou rodinou
- Soudržnost (solidarita) – Ragby má sjednocujícího ducha, který vytváří doživotní přátelství, kamarádství, schopnost týmové práce a spolehlivosti bez ohledu na kulturní, zeměpisné, politické nebo náboženské rozdíly.
- Kázeň (disciplína) – Kázeň je nedílnou součástí ragby na hřišti i mimo ně. Odráží se v ní respekt k pravidlům, předpisům a základním hodnotám ragby.
- Úcta (respekt) – Úcta ke spoluhráčům, soupeřům, rozhodčím a všem zúčastněným ve hře je prvořadá.

## Ragbisté v České a Československé republice
Významným českým ragbistou a zakladatelem českého ragby je český spisovatel Ondřej Sekora, který jako první přeložil pravidla hry z francouzštiny. Čeští ragbisté jsou sdružení v České rugbyová unii, která byla založena v roce 1928. Významného ocenění dosáhly české ragbistky v roce 2020 (nejlepší tým roku)
- Někteří čeští ragbisté
- Někteří českoslovenští ragbisté
- Anketa Ragbista roku ČR a další ragbyové ankety – Ragbista roku České republiky[6]

## Ragbisté ve světě
Popularita ragby/ragbistů je v zahraničí větší než u nás.
- Někteří světoví ragbisté
- Někteří mistři světa v ragby
- Mistrovství světa v ragby

| Rok  | Vítěz                                   | Obrázek                                 | Země                                    | Odkazy                                  |
| ---- | --------------------------------------- | --------------------------------------- | --------------------------------------- | --------------------------------------- |
| 2001 | Keith Gerard Mallinson Wood             | Keith Wood in 2012                      | Irsko                                   | [ 7 ] [ 8 ] [ 9 ]                       |
| 2002 | Fabien Galthié                          | Fabien Galthié in 2008                  | Francie                                 | [ 10 ] [ 11 ]                           |
| 2003 | Jonathan Peter Wilkinson                | Jonny Wilkinson in 2007                 | Anglie                                  | [ 12 ] [ 13 ]                           |
| 2004 | Schalk Burger                           | Schalk Burger in 2008                   | Jihoafrická republika                   | [ 14 ] [ 15 ]                           |
| 2005 | Daniel William Carter                   | Dan Carter in 2011                      | Nový Zéland                             | [ 16 ] [ 17 ]                           |
| 2006 | Richard Hugh McCaw                      | Richie McCaw in 2008                    | Nový Zéland                             | [ 18 ] [ 19 ]                           |
| 2007 | Bryan Gary Habana                       | Bryan Habana in 2007                    | Jihoafrická republika                   | [ 20 ]                                  |
| 2008 | Shane Mark Williams                     | Shane Williams in 2008                  | Wales                                   | [ 21 ]                                  |
| 2009 | Richard Hugh McCaw                      | Richie McCaw in 2011                    | Nový Zéland                             | [ 8 ] [ 18 ]                            |
| 2010 | Richard Hugh McCaw                      | Richie McCaw in 2011                    | Nový Zéland                             | [ 18 ]                                  |
| 2011 | Thierry Dusautoir                       | Thierry Dusautoir in 2012               | Francie                                 | [ 10 ] [ 22 ]                           |
| 2012 | Daniel William Carter                   | Dan Carter in 2011                      | Nový Zéland                             | [ 16 ]                                  |
| 2013 | Kieran Read                             | Kieran Read in 2011                     | Nový Zéland                             | [ 23 ]                                  |
| 2014 | Brodie Allan Retallick                  | Brodie Retallick in 2014                | Nový Zéland                             | [ 24 ] [ 25 ]                           |
| 2015 | Daniel William Carter                   | Dan Carter in 2015                      | Nový Zéland                             | [ 26 ]                                  |
| 2016 | Beauden John Barrett                    | Beauden Barrett in 2014                 | Nový Zéland                             | [ 27 ] [ 28 ]                           |
| 2017 | Beauden John Barrett                    | Beauden Barrett in 2017                 | Nový Zéland                             | [ 29 ] [ 30 ]                           |
| 2018 | Jonathan Sexton                         | Jonathan Sexton in 2015                 | Irsko                                   | [ 31 ]                                  |
| 2019 | Pieter Stephanus du Toit                |                                         | Jihoafrická republika                   | [ 32 ]                                  |
| 2020 | nevyhlášeno z důvodů pandemie covidu-19 | nevyhlášeno z důvodů pandemie covidu-19 | nevyhlášeno z důvodů pandemie covidu-19 | nevyhlášeno z důvodů pandemie covidu-19 |
| 2021 | Antoine Dupont                          |                                         | Francie                                 | [ 33 ]                                  |
| 2022 | Josh van der Flier                      |                                         | Irsko                                   | [ 34 ]                                  |
| 2023 | Ardie Savea                             |                                         | Nový Zéland                             | [ 35 ]                                  |
| 2024 | Pieter Stephanus du Toit                |                                         | Jihoafrická republika                   | [ 36 ]                                  |

## Další informace
Ragbisté dokonce odehráli zápas v pohoří Himálaj v nadmořské výšce 6331 metrů. Historicky první zápas v rugby se odehrál 27. března 1871. Utkaly se proti sobě Skotsko a Anglie. Skotsko vyhrálo 1:0. 